# Alberto Angulo
Francisco Alberto Angulo Espinosa (Zaragoza, 12. lipnja 1970.) je bivši španjolski košarkaš i državni reprezentativac. Igrao je na mjestu beka. Visine je 196 cm. Igrao je za Zaragozu, madridski Real i druge. Stariji je brat španjolskog košarkaškog reprezentativca Lucia Angula.